# صلح واش‌وار

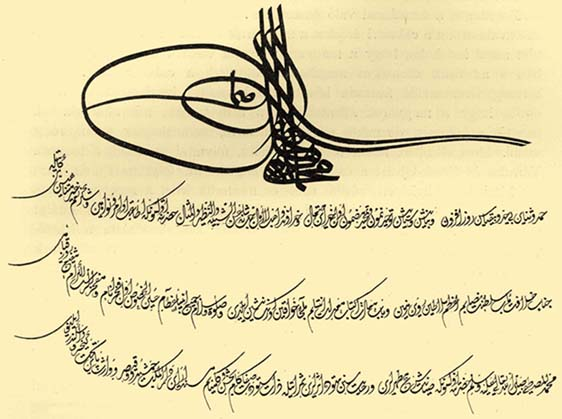
نسخه ترکی معاهده

صلح واش‌وار معاهده بیست ساله‌ای بود که بین امپراتوری هابسبورگ و عثمانی پس از نبرد سنت‌گوتهارد در دهم اوت ۱۶۶۴ در واش‌وار، بسته شد و به جنگ‌های بین دو امپراتوری پایان داد.

## پس‌زمینه
تسلط عثمانی بر مجارستان با نبرد موهاچ در سال ۱۵۲۶ توسط سلیمان آغاز شد و بخش‌هایی هم تحت کنترل هابسبورگ قرار گرفت. اگرچه پس از درگذشت سلیمان، عثمانی با انحطاط نسبی روبرو بود ولی خاندان توانمند کُپرولی در احیای قدرت بسیار کوشیدند.
در جریان جنگ‌های هابسبورگ–عثمانی، فرمانده محمد چهارم، کُپرولی احمد به قصد فتح تمام قلمرو مجارستان، برخی از استان‌های اتریش و سپس هدف اصلی تسخیر وین در ۱۶۶۳ پس از گرفتن قلعهٔ اِرشک‌اوی‌وار (نوه زامکی، اسلواکی امروز) و چندین نقطه دیگر به سمت وین لشکر کشید؛ اما بین مسیر در رودخانه رابا بین موگرزدورف و صومعه سِنت‌گوتهارد توسط ارتش مونتکوکولی فرمانده کل ارتش لئوپولد یکم متوقف شده و شکست خورد.

## پیامد
با این معاهده، کنترل عثمانی بر ترانسیلوانی و اِرشک‌اوی‌وار (نوه زامکی، اسلواکی امروز) به رسمیت شناخته‌شد، و همچنین هر دو امپراتوری ملزم به خراج و دادن هدیه به یکدیگر شدند. لئوپولد اول، امپراتور مقدس روم، خواستار امضای صلح بود تا بتواند در برابر فرانسه آمادگی پیدا کند؛ این امتیازات نیز بسیار جزئی بود، زیرا اکنون می‌توانست به سوی غرب روی آورد. در زمان امضای قرارداد، هابسبورگ وضع بهتری نسبت به عثمانی داشت با این وجود مذاکرات آغاز و جنگ متوقف شد. پادشاه فرانسه، متحد سنتی عثمانی‌ها از زمان فرانسوای یکم، برای اولین بار علیه آنها در نبرد سنت‌گوتهارد جنگیده بود. یکی از علل اصلی صلح در تصمیم هابسبورگ هم املاک بسیار ارزشمندتری در امپراتوری مقدس روم و ایتالیا بود که توسط فرانسه تهدید می‌شد.
در داخل اما کروات‌ها و مجارها، اصرار برای بازپس‌گیری سرزمین‌های خود داشتند که طی جنگ هابسبورگ–عثمانی (۱۶۶۴–۱۶۶۳) از عثمانی‌ها آزاد شده بود، حتی برخی از مناطق قبل از اشغال به عنوان شروط این معاهده واگذار می‌شد. این معاهده باعث درگیری و بی‌ثباتی داخلی در امپراتوری و در نهایت با شورش اشراف کروات و مجاری به رهبری فرنتس راکوتسی یکم موسوم به توطئه وشلینی به اوج خود رسید.